# Murzuk
Murzuk (en árabe: مرزق‎) es un oasis y una localidad al suroeste de Libia. Es cabecera del distrito homónimo. 